# 金澤洪充
金澤 洪充（かなざわ ひろみつ、10月16日 - ）は、日本の男性アニメーション演出家、アニメ監督。大阪府吹田市出身、大阪市旭区育ち。

## 来歴・人物
大阪芸術大学映像学科卒業後、アリスソフトを経てGoHandsに所属していたが、2019年7月からフリーランスとなり、2022年5月現在は大阪芸術大学の映像学科講師として勤めながらフリーのアニメ演出家としても活動している。
大学在学中からアリスソフトにアルバイトとして出入りし、正式に所属した後は「ちみろいむ」名義でファンクラブ専用サイトの設営、企画、管理、広報、版権管理などを担当していた。アリスソフト退社後はテレビアニメ作品のデザインや3D関係を担当。
『無敵王トライゼノン』で商業用アニメーション制作に初参加、『プリンセスラバー!』にてアニメ監督を初担当。
GoHands所属時、監督を担当する際は鈴木信吾と共同で担当することが多かった。
かつてサンライズが開催していた企画「サンライズオーディション 高橋良輔塾」に投稿していた。

## 参加作品

### アニメ

#### 「キムヒロミチ」名義
2000年
- 無敵王トライゼノン（メカニックデザイン協力・3D）

2001年
- 電脳冒険記ウェブダイバー（設定協力）
- しあわせソウのオコジョさん（デザインワークス）

2002年
- 灰羽連盟（デザインワークス）

2003年
- ソニックX（メカ設定協力）

2004年
- アズサ、お手伝いします!（メカニックデザイン）

#### 「金沢ひろみち」名義
2005年
- シュガシュガルーン（絵コンテ・演出）

#### 「金澤洪充」名義
2005年
- 英國戀物語エマ（演出）

2006年
- BLACK LAGOON The Second Barrage（演出）

2007年
- BALDR FORCE EXE RESOLUTION（コンテ・演出）
- 恋する天使アンジェリーク ～かがやきの明日～（コンテ・演出）
- しゅごキャラ!（コンテ・演出）

2008年
- マクロスF（演出）
- しゅごキャラ!!どきっ（コンテ・演出）

2009年
- プリンセスラバー!（監督・コンテ・演出）

2010年
- 生徒会役員共（監督・コンテ・演出）

2011年
- OVA版 生徒会役員共（2011年 - 2013年、監督・脚本・コンテ）

2012年
- 朝まで授業chu!（監督・脚本・コンテ）
- K（シリーズディレクター・コンテ・演出）

2013年
- COPPELION（シリーズディレクター・コンテ・演出）

2014年
- 生徒会役員共*（監督・シリーズ構成・脚本・コンテ）
- 劇場版 K MISSING KINGS（シリーズディレクター・コンテ・演出）
- OVA版 生徒会役員共*（2014年 - 2016年、監督・脚本・コンテ）

2015年
- K RETURN OF KINGS（シリーズディレクター・コンテ）

2017年
- 劇場版 生徒会役員共（監督・シリーズ構成）
- ハンドシェイカー（監督・シリーズ構成・脚本・絵コンテ・演出）

2019年
- W'z《ウィズ》（監督・絵コンテ・演出）

2021年
- プレイタの傷（絵コンテ）
- 迷宮ブラックカンパニー（絵コンテ）
- 逆転世界ノ電池少女（絵コンテ）
- Deep Insanity THE LOST CHILD（絵コンテ）
- 劇場版 Fate/kaleid liner プリズマ☆イリヤ Licht 名前の無い少女（絵コンテ）

2022年
- ハナビちゃんは遅れがち（監督・シリーズ構成・脚本・演出）
- キャップ革命 ボトルマンDX（絵コンテ）
- 組長娘と世話係（絵コンテ）
- それでも歩は寄せてくる（絵コンテ）
- 機動戦士ガンダム 水星の魔女（絵コンテ）

2023年
- トニカクカワイイ（絵コンテ）
- 政宗くんのリベンジR（絵コンテ）

2024年
- ラグナクリムゾン（絵コンテ）
- 佐々木とピーちゃん（絵コンテ）
- グレンダイザーU（絵コンテ・演出）
- ソードアート・オンライン オルタナティブ ガンゲイル・オンラインII（絵コンテ）
- 戦国妖狐 千魔混沌編（絵コンテ）
- きのこいぬ（絵コンテ）

2025年
- 地縛少年花子くん2（絵コンテ）
- ババンババンバンバンパイア（絵コンテ）
- 戦隊レッド 異世界で冒険者になる（絵コンテ）
- ユア・フォルマ（絵コンテ）

### ゲーム
- 「ちみろいむ」名義
  - ぷろすちゅーでんとG
  - 零式（シナリオ ※TADAと共同、1997年、アリスソフト）
  - 王道勇者（オープニングコンテ、1998年、アリスソフト）
  - ぷろすちゅーでんとGood（メカニックデザイン、1998年、アリスソフト）